# Dendryphantes modestus
Dendryphantes modestus är en spindelart som först beskrevs av Cândido Firmino de Mello-Leitão 1941.  
Dendryphantes modestus ingår i släktet Dendryphantes och familjen hoppspindlar. Inga underarter finns listade i Catalogue of Life.